# 3-й Участок
3-й Участок (ранее 3-й посёлок канала им. Москвы) — посёлок сельского типа в Дмитровском районе Московской области, в составе городского поселения Дмитров. До 2006 года посёлок входил в состав Кузяевского сельского округа.

## Расположение
Посёлок расположен в южной части района, у границы с Мытищинским, примерно в 18 км южнее Дмитрова, у восточного берега канала им. Москвы, высота центра над уровнем моря 175 м. Ближайшие населённые пункты — посёлок 4-й Участок на севере и Пчёлка, Мытищинского района, на востоке.

## Население
| 2002 | 2006 | 2010 |
| ---- | ---- | ---- |
| 2    | ↘1   | ↘0   |